# Christine Keshen
Christine Keshen, född den 6 februari 1978 i Invermere i Kanada, är en kanadensisk curlingspelare.
Keshen tog OS-brons i damernas curlingturnering i samband med de olympiska curlingtävlingarna 2006 i Turin.